# Саша Братић
Саша Братић (Јагодина, 29. август 1981) је бивши српски кошаркаш. Играо је на позицијама крила и крилног центра.

## Каријера
Каријеру је почео у дресу Беовука а наставио је у дресу Црвена звезде. Након одласка из црвено-белих играо је још у домаћем шампионату за београдски Раднички, ФМП Железник, Атлас, Лавове 063 и Здравље. 
Године 2005. одлази у иностранство и потписује за израелски тим Хапоел Галил Елјон где проводи наредне две сезоне. Након тога следи сезона и по у Химику па повратак у Израел где је играо још за Хапоел Холон и Макаби Хаифу. 
Играо је и на Кипру за АЕК Ларнаку да би се у децембру 2012. вратио у Србију и потписао за Раднички из Крагујевца. Током сезоне 2012/13. наступао је за македонски тим Фени Индустри и румунски тим Питешти.